# Lenika de Simone
Lenika Marina de Simone Blanco, más conocida como Lenika de Simone (Hollywood, Florida; 29 de agosto de 1988), es una exgimnasta hispano-argentina nacida en Estados Unidos que compitió en la disciplina de gimnasia artística y participó en los Juegos Olímpicos de Pekín 2008. Fue subcampeona de Europa en barra de equilibrio y bronce en barras asimétricas en Volos (2006), y posee además varias medallas en pruebas de la Copa del Mundo, entre otras competiciones internacionales. Logró el título de campeona de España sénior en 2008. Reside actualmente en Estados Unidos, donde cursa estudios de Medicina.

## Biografía deportiva

### Inicios
Nació en Hollywood, Florida; de padre argentino y madre española, se inició en la gimnasia artística en 1993 a los 5 años. Con 8 años en 1996 pasó al club American Twisters. Tras llegar a España con 12 años en junio de 2001, Lenika pasó a practicar gimnasia artística en el Club Pozuelo de Pozuelo de Alarcón. 

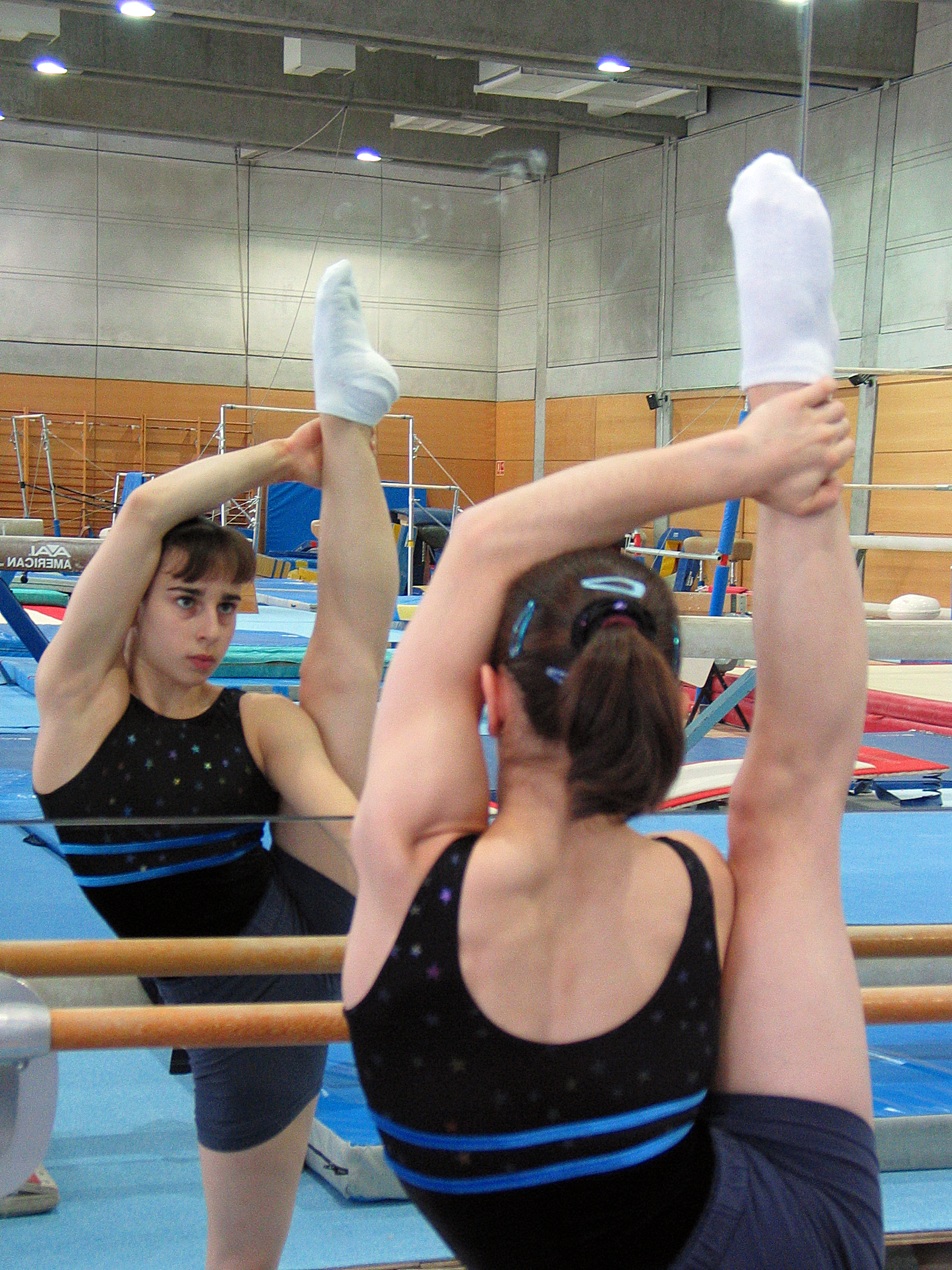
Lenika en 2003.

### Etapa en la selección nacional

#### 2002-2004: primeras internacionalidades y lesión
Ingresó en el Centro de Alto Rendimiento de Madrid en 2001, para posteriormente ser escogida para integrar el equipo nacional a partir de 2002. Sus entrenadores en la selección fueron Jesús ''Fillo'' Carballo, Lucía Guisado, Almudena San José y Eva Rueda, teniendo como coreógrafa a Fuensanta Ros. En el equipo nacional coincidió con otras gimnastas españolas destacadas, como Elena Gómez, Patricia Moreno, Tania Gener, Laura Campos, Sara Moro o Mónica Mesalles. En 2003 fue bronce en la general del Campeonato de España Individual disputado Alicante, tras Elena Gómez (oro) y Patricia Moreno (plata). Una lesión consistente en una fisura de cadera, le impidió participar en los Juegos Olímpicos de Atenas 2004.

#### 2005-2008: medallas internacionales y JJ. OO. de Pekín 2008
Tras superar la lesión que le impidió participar en los Juegos, de Simone regresó a la competición. En febrero de 2005 fue 4ª en barra de equilibrio en la American Cup. En el Campeonato de España Individual de 2005, celebrado en Sevilla, fue medalla de plata en la general, solo superada por Tania Gener (oro) y por delante de Thais Escolar (bronce). En los Juegos Mediterráneos de Almería 2005 fue bronce tanto en la competición por equipos como en barras asimétricas.
Para 2006 tuvo un breve papel como ella misma en la película estadounidense Stick It, donde también aparece su compañera de la selección Tania Gener y su entrenador Jesús ''Fillo'' Carballo en el ficticio Neutrogena National Gymnastics Championship. En marzo de 2006 fue 5ª en barra de equilibrio y plata en suelo en la Copa del Mundo de Cottbus. El rodaje había tenido lugar a finales de julio de 2005. En mayo, en el Campeonato Europeo de Volos, logró la medalla de plata en barra de equilibrio y la de bronce en barras asimétricas. El mismo mes fue oro tanto en barra de equilibrio como en suelo en la Copa del Mundo de Gante. Ese mismo año fue 4ª en barra de equilibrio y 7ª en suelo en la prueba de la Copa del Mundo en Stuttgart, y bronce en barra de equilibrio en la Final de la Copa del Mundo en São Paulo. 
En 2007 fue 5ª en asimétricas en la prueba de la Copa de Mundo de París-Bercy. En abril de 2008 fue 7ª en asimétricas en la Copa del Mundo de Cottbus. En el Campeonato de España Individual de 2008, celebrado en Tafalla, se proclamó por primera vez campeona de España absoluta, quedando por delante de Naomi Ruiz (plata) y Mercedes Alcaide (bronce). Posteriormente tuvo lugar su primera y única participación olímpica, los Juegos Olímpicos de Pekín 2008, donde acabó en el 47.º puesto.

### Retirada de la gimnasia
Tras su participación en Pekín 2008, Lenika decidió retirarse de la alta competición para estudiar la licenciatura de Medicina en Estados Unidos.

## Equipamientos
| Período   | Proveedor |
| --------- | --------- |
| 2002-2008 | Li-Ning   |

## Premios, reconocimientos y distinciones
- Mejor deportista femenina en la Gala del Deporte de Pozuelo de Alarcón (2006)[4]

## Filmografía

### Películas
| Películas | Películas | Películas             | Películas    | Películas         |
| Año       | Título    | Personaje             | Notas        | Director          |
| --------- | --------- | --------------------- | ------------ | ----------------- |
| 2006      | Stick It  | Cameo como ella misma | Largometraje | Jessica Bendinger |